# Séptima Calle Suroeste
La 7.ª Calle Suroeste es una vía del cuadrante surooeste de la ciudad de Managua, Nicaragua, que conecta zonas céntricas y barrios residenciales hasta llegar al municipio de Ciudad Sandino. Su trazado está dividido en tres segmentos urbanos.

## Trazado
El primer tramo de la calle inicia en la intersección con la Avenida Bolívar, atravesando sectores como el Centro histórico y culminando en la 17.ª Avenida Suroeste dentro de la Colonia Mántica.
El segundo tramo aparece más al oeste desde la 21.ª Avenida Suroeste en el barrio Monseñor Lezcano, cruzando importantes arterias como la 35.ª Avenida Suroeste y la 38.ª Avenida Suroeste en el sector Loma Verde.
El último segmento no conectado con los anteriores se encuentra en Ciudad Sandino, iniciando en la NIC-28 y terminando en la 105.ª Avenida Suroeste.

## Intersecciones principales
- Avenida Bolívar (Managua) – punto inicial en el centro
- NIC 2  – conexión vial nacional
- 17.ª Avenida Suroeste – intersección en Colonia Mántica
- 35.ª Avenida Suroeste – cruce en Loma Verde
- NIC 28  – tramo occidental en Ciudad Sandino
- 105.ª Avenida Suroeste – punto final

## Barrios que atraviesa
- Centro histórico
- Colonia Mántica
- Monseñor Lezcano
- Loma Verde
- Ciudad Sandino

## Coordenadas
12°8′25″N 86°17′18″O / 12.14028, -86.28833